# Нощенко, Пётр Фомич
Пётр Фомич Нощенко  (1907 год, Донецк, Екатеринославская губерния, Российская Империя — 1967 год) — коммунистический политический деятель, чиновник, государственный советник юстиции, прокурор. Член ВКП(б). Прокурор Артёмовска, Ворошиловградской области, Сталинской области, Пензенской области. Председатель Верховного Суда Украинской ССР.

## Биография
Пётр Фомич родился в 1907 году в Донецке, Екатеринославской губернии.
В 1931 году закончил Ленинградский институт советского строительства и права.
С 1935 года по 1937 год — прокурор города Артёмовска.
С 1938 года по декабрь 1940 года — прокурор Ворошиловградской области.
С декабря 1940 года по декабрь 1945 года — прокурор Сталинской области, государственный советник юстиции III-го класса.
С 1942 года — прокурор Пензенской области.
С декабря 1945 года по 1948 год — заместитель прокурора Украинской ССР, государственный советник юстиции III-го класса.
С ноября 1948 года по 1957 год — председатель Верховного Суда Украинской ССР.
С 28 января 1949 года по 17 января 1956 года — кандидат в члены ЦК КП(б) — КП Украины.
С 23 марта 1954 года по 26 марта 1954 года участвовал в XVIII съезде КПУ.
С 1957 года по 1960 год — заместитель Киевского окружного транспортного прокурора, государственный советник юстиции III-го класса.
С 1960 года по 1962 год — помощник прокурора Украинской ССР по специальным прокуратурам, государственный советник юстиции III-го класса.
Умер в 1967 году.

## Награды
Награждён орденом Трудового Красного Знамени и орденом Отечественной Войны II-й степени.